# Offignies
Offignies és un municipi francès situat al departament del Somme i a la regió dels Alts de França. L'any 2007 tenia 66 habitants.

## Demografia

### Població

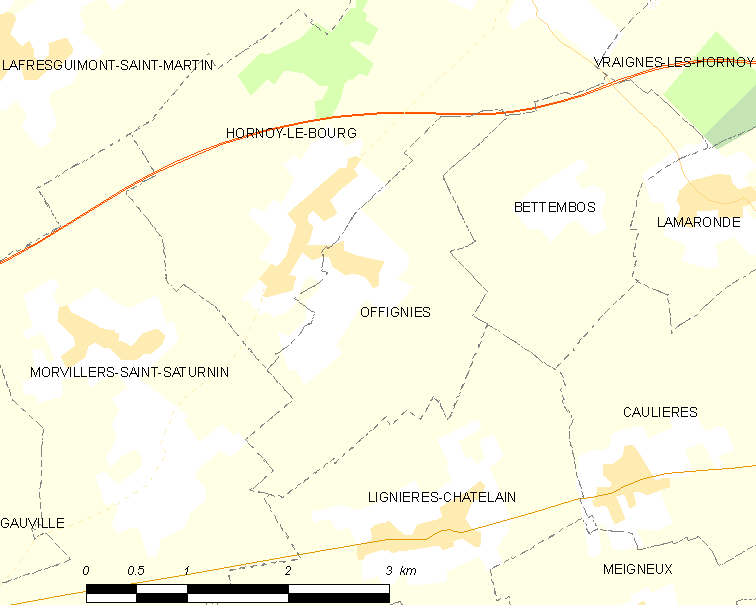

El 2007 la població de fet d'Offignies era de 66 persones. Hi havia 28 famílies de les quals 4 eren unipersonals (4 homes vivint sols), 12 parelles sense fills, 8 parelles amb fills i 4 famílies monoparentals amb fills.
La població ha evolucionat segons el següent gràfic:
Habitants censats

### Habitatges
El 2007 hi havia 39 habitatges, 31 eren l'habitatge principal de la família, 4 eren segones residències i 5 estaven desocupats. Tots els 39 habitatges eren cases. Dels 31 habitatges principals, 23 estaven ocupats pels seus propietaris i 7 estaven llogats i ocupats pels llogaters; 7 tenien tres cambres, 15 en tenien quatre i 8 en tenien cinc o més. 21 habitatges disposaven pel capbaix d'una plaça de pàrquing. A 10 habitatges hi havia un automòbil i a 15 n'hi havia dos o més.

### Piràmide de població
La piràmide de població per edats i sexe el 2009 era:
| Homes | Edats   | Dones |
| ----- | ------- | ----- |
| 0     | 95 o +  | 0     |
| 0     | 90 a 94 | 0     |
| 0     | 85 a 89 | 0     |
| 0     | 80 a 84 | 0     |
| 0     | 75 a 79 | 0     |
| 4     | 70 a 74 | 0     |
| 8     | 65 a 69 | 0     |
| 0     | 60 a 64 | 4     |
| 4     | 55 a 59 | 4     |
| 0     | 50 a 54 | 4     |
| 0     | 45 a 49 | 0     |
| 0     | 40 a 44 | 0     |
| 4     | 35 a 39 | 0     |
| 4     | 30 a 34 | 4     |
| 8     | 25 a 29 | 4     |
| 0     | 20 a 24 | 0     |
| 0     | 15 a 19 | 0     |
| 0     | 10 a 14 | 0     |
| 4     | 5 a 9   | 4     |
| 4     | 0 a 4   | 0     |

## Economia
El 2007 la població en edat de treballar era de 39 persones, 27 eren actives i 12 eren inactives. De les 27 persones actives 26 estaven ocupades (12 homes i 14 dones) i 1 aturada (1 home). De les 12 persones inactives 6 estaven jubilades, 2 estaven estudiant i 4 estaven classificades com a «altres inactius».
Activitats econòmiques
L'any 2000 a Offignies hi havia 8 explotacions agrícoles que ocupaven un total de 590 hectàrees.

## Poblacions més properes
El següent diagrama mostra les poblacions més properes.